# Canon EF 28-300mm-objectief
De Canon EF 28-300mm f/3.5-5.6L IS USM is een telezoom-objectief gemaakt door de Japanse fabrikant Canon. Het objectief beschikt over een EF-lensvatting, geschikt voor de EOS-lijn.
Dankzij het grote bereik van het objectief wordt deze voornamelijk gebruikt voor pers- en reisfotografie.